# Pavel Jerabek
Pavel Jerabek (født 2. oktober 1948 i Prag, Tjekkiet - død 11. marts 2001) var en tjekkisk komponist, pianist og radioteknikker.
Jerabek studerede klaver og komposition på Musikkonservatoriet i Prag, og studerede komposition videre på Akademiet for kunst og Musik hos Jiri Pauer. Han har skrevet en symfoni, orkesterværker, kammermusik, korværker, strygerkvartetter, instrumentalmusik for mange instrumenter etc. Han blev senere radioteknikker på tjekkisk radio.

## Udvalgte værker
- Symfoni nr. 1 (1976) - for orkester
- Dramatisk Fantasi (?) - for orkester